# Al-Ahli SC Sidó
|  | Aquest article tracta sobre el club de futbol de Sidó. Vegeu-ne altres significats a «Al-Ahli». |

L'Al-Ahli SC Sidó (àrab: النادي الأهلي الرياضي, an-Nādī al-Ahlī ar-Riyāḍī, ‘Club Esportiu Nacional') és un club de futbol libanès de la ciutat de Sidó.

## Palmarès
- Segona Divisió del Líban:
  - 1996–97, 2008–09